# Tour La Provence 2016
Il Tour La Provence 2016, ufficialmente Tour Cycliste International La Provence, prima edizione della corsa, valida come prova dell'UCI Europe Tour 2016 categoria 2.1, si svolse in tre tappe, dal 23 al 25 febbraio 2016, su un percorso di complessivi 539 km che si snoda interamente nella regione Provenza-Alpi-Costa Azzurra, con partenza da Aubagne e arrivo a Marsiglia, in Francia. La vittoria fu appannaggio del francese Thomas Voeckler, della Direct Énergie, con il tempo complessivo di 13h32'57".

## Percorso
Tre frazioni non completamente prive di difficoltà. Prima tappa che sulla carta è la più difficile visto che ci sono più di 3 000 metri di dislivello. Molto insidioso in particolare il circuito di Cassis, che i corridori devono affrontare due volte. La seconda frazione invece dopo il Montée Val de Aurons presenta 70 chilometri quasi completamente pianeggianti e quindi devono essere brave le squadre dei velocisti a controllare la situazione per cercare di portare la corsa allo sprint. L'ultima tappa infine non è una classica passerella finale visto che nella prima parte del percorso ci sono tre GPM molto impegnativi e nel finale la Ensuès-la-Redonne potrebbe costringere qualche velocista a perdere contatto oppure potrebbe favorire l'azione di qualche attaccante che potrebbe così cercare di anticipare il gruppo per poi trionfare a Marsiglia.

## Tappe
| Tappa  | Data        | Percorso              | km  | Vincitore di tappa | Leader cl. generale |
| ------ | ----------- | --------------------- | --- | ------------------ | ------------------- |
| 1ª     | 23 febbraio | Aubagne > Cassis      | 175 | Thomas Voeckler    | Thomas Voeckler     |
| 2ª     | 24 febbraio | Miramas > Istres      | 199 | Davide Martinelli  | Thomas Voeckler     |
| 3ª     | 25 febbraio | La Ciotat > Marsiglia | 165 | Fernando Gaviria   | Thomas Voeckler     |
| Totale | Totale      | Totale                | 539 |                    |                     |

## Squadre partecipanti
| N.    | Cod. | Squadra                     |
| ----- | ---- | --------------------------- |
| 1-8   | ALM  | AG2R La Mondiale            |
| 11-18 | FDJ  | FDJ                         |
| 21-28 | BMC  | BMC Racing Team             |
| 31-38 | KAT  | Team Katusha                |
| 41-48 | EQS  | Etixx-Quick Step            |
| 51-58 | CPT  | Cannondale Pro Cycling Team |
| 61-68 | COF  | Cofidis, Solutions Crédits  |
| 71-78 | DEN  | Direct Énergie              |
| 81-88 | FVC  | Fortuneo-Vital Concept      |

| N.      | Cod. | Squadra                          |
| ------- | ---- | -------------------------------- |
| 91-98   | DMP  | Delko-Marseille Provence-KTM     |
| 101-108 | WBC  | Wallonie Bruxelles-Group Protect |
| 111-118 | WGG  | Wanty-Groupe Gobert              |
| 121-127 | AND  | Androni Giocattoli-Sidermec      |
| 131-138 | ADT  | Armée de Terre                   |
| 141-148 | AUB  | HP BTP-Auber 93                  |
| 151-158 | RML  | Roubaix-Métropole de Lille       |
| 161-168 | VWT  | Veranda's Willems Cycling Team   |
| 171-178 | FRA  | Francia                          |

## Dettagli delle tappe

### 1ª tappa
- 23 febbraio: Aubagne > Cassis – 175 km

Risultati
| Pos. | Corridore        | Squadra   | Tempo    |
| ---- | ---------------- | --------- | -------- |
| 1    | Thomas Voeckler  | Direct É. | 4h27'15" |
| 2    | Petr Vakoč       | Etixx     | a 7"     |
| 3    | Lilian Calmejane | Direct É. | a 9"     |

| Pos. | Corridore        | Squadra   | Tempo    |
| ---- | ---------------- | --------- | -------- |
| 1    | Thomas Voeckler  | Direct É. | 4h27'15" |
| 2    | Petr Vakoč       | Etixx     | a 7"     |
| 3    | Lilian Calmejane | Direct É. | a 9"     |

### 2ª tappa
- 24 febbraio: Miramas > Istres – 199 km

Risultati
| Pos. | Corridore         | Squadra | Tempo    |
| ---- | ----------------- | ------- | -------- |
| 1    | Davide Martinelli | Etixx   | 4h48'17" |
| 2    | Fernando Gaviria  | Etixx   | s.t.     |
| 3    | Daniele Ratto     | Androni | s.t.     |

| Pos. | Corridore        | Squadra   | Tempo    |
| ---- | ---------------- | --------- | -------- |
| 1    | Thomas Voeckler  | Direct É. | 9h15'32" |
| 2    | Petr Vakoč       | Etixx     | a 7"     |
| 3    | Lilian Calmejane | Direct É. | a 9"     |

### 3ª tappa
- 25 febbraio: La Ciotat > Marsiglia – 165 km

Risultati
| Pos. | Corridore        | Squadra | Tempo    |
| ---- | ---------------- | ------- | -------- |
| 1    | Fernando Gaviria | Etixx   | 4h17'25" |
| 2    | Danilo Wyss      | BMC     | s.t.     |
| 3    | Romain Feillu    | HP BTP  | s.t.     |

| Pos. | Corridore        | Squadra   | Tempo     |
| ---- | ---------------- | --------- | --------- |
| 1    | Thomas Voeckler  | Direct É. | 13h32'57" |
| 2    | Petr Vakoč       | Etixx     | a 7"      |
| 3    | Lilian Calmejane | Direct É. | a 9"      |

## Evoluzione delle classifiche
| Tappa              | Vincitore          | Classifica generale Maglia gialla | Classifica a punti Maglia verde | Classifica della montagna Maglia rossa | Classifica dei giovani Maglia bianca | Classifica a squadre |
| ------------------ | ------------------ | --------------------------------- | ------------------------------- | -------------------------------------- | ------------------------------------ | -------------------- |
| 1ª                 | Thomas Voeckler    | Thomas Voeckler                   | Thomas Voeckler                 | Julien Antomarchi                      | Petr Vakoč                           | Etixx-Quick Step     |
| 2ª                 | Davide Martinelli  | Thomas Voeckler                   | Thomas Voeckler                 | Julien Antomarchi                      | Petr Vakoč                           | Etixx-Quick Step     |
| 3ª                 | Fernando Gaviria   | Thomas Voeckler                   | Fernando Gaviria                | Rémy Di Grégorio                       | Petr Vakoč                           | Etixx-Quick Step     |
| Classifiche finali | Classifiche finali | Thomas Voeckler                   | Fernando Gaviria                | Rémy Di Grégorio                       | Petr Vakoč                           | Etixx-Quick Step     |

Maglie indossate da altri ciclisti in caso di due o più maglie vinte
- Nella 2ª tappa Lilian Calmejane ha indossato la maglia verde al posto di Thomas Voeckler.
- Nella 3ª tappa Davide Martinelli ha indossato la maglia verde al posto di Thomas Voeckler.

## Classifiche finali

### Classifica generale - Maglia gialla
| Pos. | Corridore         | Squadra    | Tempo     |
| ---- | ----------------- | ---------- | --------- |
| 1    | Thomas Voeckler   | Direct É.  | 13h32'57" |
| 2    | Petr Vakoč        | Etixx      | a 7"      |
| 3    | Lilian Calmejane  | Direct É.  | a 9"      |
| 4    | Pieter Serry      | Etixx      | s.t.      |
| 5    | C. Anker Sørensen | Fortuneo   | s.t.      |
| 6    | A. De Marchi      | BMC        | a 12"     |
| 7    | Sergej Černeckij  | Katusha    | a 14"     |
| 8    | Jan Bakelants     | AG2R La M. | s.t.      |
| 9    | Francesco Gavazzi | Androni    | s.t.      |
| 10   | Anthony Roux      | FDJ        | s.t.      |

### Classifica a punti - Maglia verde
| Pos. | Corridore         | Squadra    | Punti |
| ---- | ----------------- | ---------- | ----- |
| 1    | Fernando Gaviria  | Etixx      | 45    |
| 2    | Thomas Voeckler   | Direct É.  | 25    |
| 3    | Davide Martinelli | Etixx      | 25    |
| 4    | Jan Bakelants     | AG2R La M. | 24    |
| 5    | Sergej Černeckij  | Katusha    | 23    |

### Classifica della montagna - Maglia azzurra
| Pos. | Corridore             | Squadra | Punti |
| ---- | --------------------- | ------- | ----- |
| 1    | Rémy Di Grégorio      | Delko   | 26    |
| 2    | Egor Silin            | Katusha | 18    |
| 3    | Pierre-H. Lecuisinier | FDJ     | 12    |
| 4    | Loïc Chetout          | Cofidis | 10    |
| 5    | Romain Feillu         | HP BTP  | 10    |

### Classifica dei giovani - Maglia bianca
| Pos. | Corridore            | Squadra    | Tempo     |
| ---- | -------------------- | ---------- | --------- |
| 1    | Petr Vakoč           | Etixx      | 13h33'04" |
| 2    | Lilian Calmejane     | Direct É.  | a 2"      |
| 3    | Lawson Craddock      | Cannondale | a 7"      |
| 4    | Odd Christian Eiking | FDJ        | a 48"     |
| 5    | Quentin Pacher       | Delko      | a 58"     |

### Classifica a squadre
| Pos. | Squadra                      | Tempo     |
| ---- | ---------------------------- | --------- |
| 1    | Etixx-Quick Step             | 40h39'21" |
| 2    | BMC Racing Team              | a 51"     |
| 3    | Direct Énergie               | a 2'36"   |
| 4    | Delko-Marseille Provence-KTM | a 2'50"   |
| 5    | Cannondale Pro Cycling Team  | a 3'22"   |